# Beit Iba
Beit Iba (àrab: بيت إيبا, Bayt Ībā) és un vila palestina de la governació de Nablus, a Cisjordània, al nord de la vall del Jordà, 7 kilòmetres al nord-oest de Nablus. Segons l'Oficina Central Palestina d'Estadístiques tenia 3.268 habitants en 2007.